# Дзвиняч (потік)
Дзвиняч (пол. Dżwiniacz) — гірська річка в Україні, у Івано-Франківському районі Івано-Франківської області. Ліва притока Бистриці Солотвинської, (басейн Дністра).

## Опис
Довжина річки приблизно 10,61  км, найкоротша відстань між витоком і гирлом — 8,90  км, коефіцієнт звивистості річки — 1,19 . Формується багатьма безіменними потоками. Потік тече у підніжжі Східних Карпатах.

## Розташування
Бере початок на північному сході від безіменної гори (463,0 м). Тече переважно на північний схід через село Дзвиняч, урочище Хубена і у Підгір'ї впадає у річку Бистрицю Солотвинську, ліву притоку Бистриці.
Населені пункти вздовж берегової смуги: Глибівка, Жураки.

## Цікавий факт
- У селі Дзвиняч річку перетинає автошлях Р38[3].